# 乃木坂46合同會社
乃木坂46合同會社（日语：／ Nogizaka46 LLC），是乃木坂46相關的管理營運公司的經紀公司，為乃木坂46的全部現任成員及一部份前成員所屬的經紀公司。
由KeyHolder的連結子會社北河和日本索尼音樂娛樂的完全子會社出資成立的合同會社，且是KeyHolder的權益法適用會社。
會社法的代表權在於北河和日本索尼音樂娛樂，職務執行者為北川謙二和今野義雄主導經營。

## 沿革歷史
- 2012年2月14日，公司成立[1][4]。
- 2015年10月5日，法人番號確定[7]。
- 2020年7月1日，KeyHolder成為股權法附屬公司[8]

## 現任所屬藝人

### 乃木坂46前成員
- 伊藤卡琳[9]
- 伊藤萬理華[10]
- 齋藤飛鳥[11]
- 櫻井玲香[12]
- 白石麻衣[13]
- 高山一實[14]
- 中田花奈[15]
- 中元日芽香[16]
- 西野七瀨[17]
- 樋口日奈[18]
- 山下美月[19]
- 與田祐希[20]

## 過去所屬藝人

### 乃木坂46成員畢業後移至其他經紀公司
- 生駒里奈（2021年1月，移至A.M.娛樂）
- 若月佑美（2021年1月，移至Zest ）
- 能條愛未（2021年3月，移至TWIN PLANET）
- 齋藤優里（2021年5月，移至株式會社321）
- 山崎玲奈（2022年9月，移至mount cape）[21][a]
- 相樂伊織（2023年4月，移至am）[23][24]
- 松村沙友理（2023年8月，移至生島企劃室）[25]
- 衛藤美彩（2024年1月19日，移至TWIN PLANET）

## 乃木坂46營運委員會
乃木坂46營運委員會（日语： Nogizaka46 unei iinkai），是附屬於乃木坂46合同會社的一個組織，一樣位於東京都千代田區，委員長由今野義雄擔任，以前，常會在營運委員會的名義下發布新聞稿等，但在2019年12月19日的握手會提到「乃木坂46運營委員會自出道以來就嚴禁轉售行為」後，官方網站就不再使用「乃木坂46運營委員會」這一表述。此外，在乃木坂46的官方網站上也沒有營運委員會的相關說明記載。

## 外部連結
- 乃木坂46合同會社 官方網站（页面存档备份，存于）（日語）